# Legion Polski w Portugalii

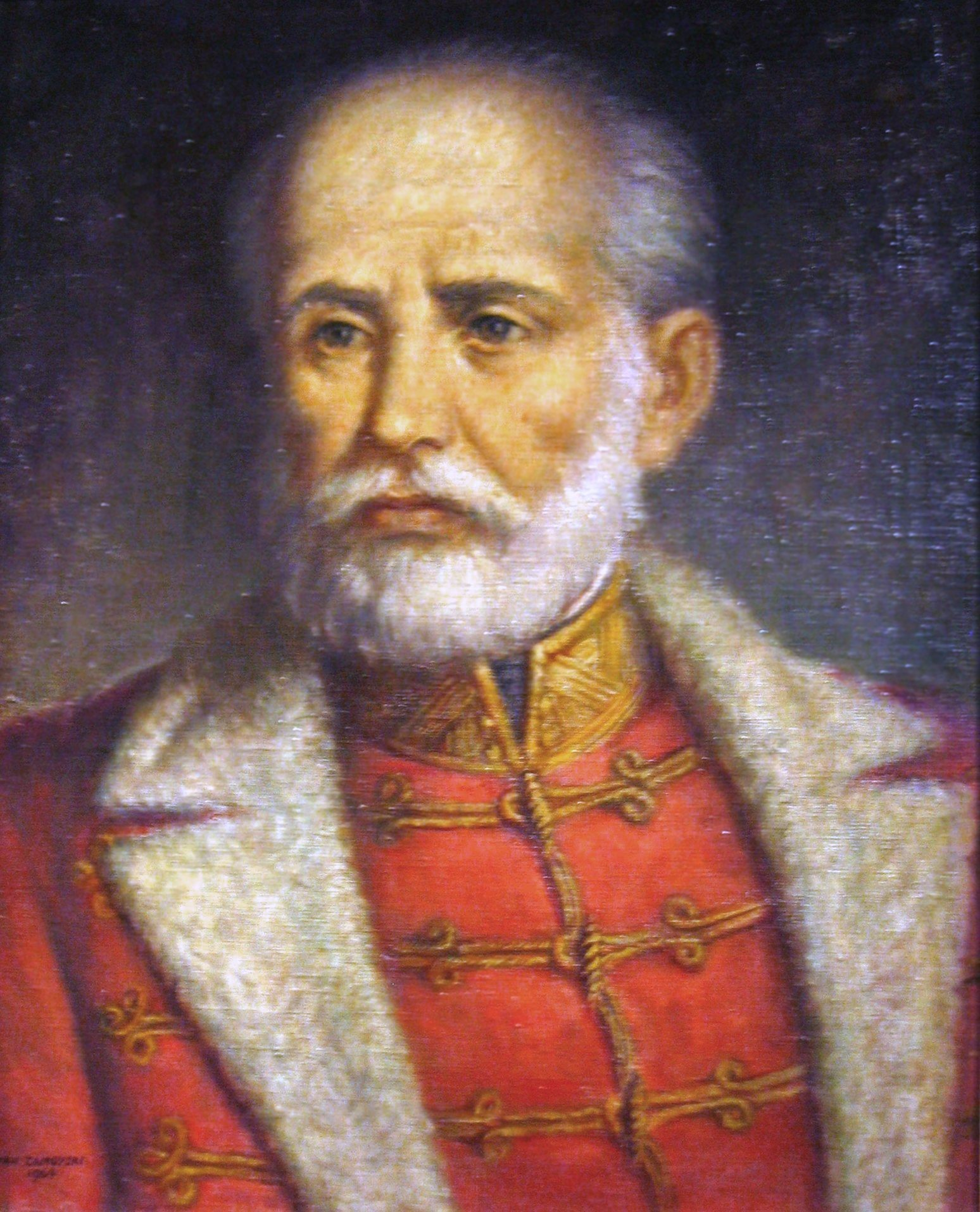
Józef Bem

Legion Polski w Portugalii – polska formacja wojskowa utworzona w Portugalii w czasie wojny domowej 1828–1834.
Formowany przez gen. Józefa Bema spośród emigrantów polskich we Francji. Miał wystąpić po stronie dom Pedra.
W wyniku sprzeciwu emigracyjnych środowisk demokratycznych, które przeciwne były przelewaniu krwi w obcej sprawie, Bem zmobilizował niewielu ochotników. Polacy nie wzięli udziału w walkach, gdyż po zajęciu Lizbony dom Pedro zerwał z nimi porozumienie, a protestującego Bema aresztował.  